# 懼場
《惧场》是马来西亚導演池家慶、陳炳豐執導的2014年华语電影，是马来西亚首部实境電影。

## 劇情綱要
一部全国瞩目的惊悚舞台剧，六位演员将被困在一个巨型的铁笼里面演出。就在首演当天，原本剧中第一个被杀死的演员，真的死在舞台上。慌乱的演员们想要逃出巨笼，努力向工作人员和观众求救，没想到却得到了热烈的掌声。演员们这时才明白，他们掉入了一个变态组织的杀人陷阱。为了求生，他们唯一能做的就是继续“演出”，根据剧情找出隐藏在他们之中的杀手。最后，整部戏虽然引起更多观众的掌声，但没有很多观众知道，他们在看的其实是杀人现场。

## 外部連結
- 惧场的Facebook專頁
- 互联网电影数据库（IMDb）上《懼場》的资料（英文）